# USS Arkansas (SSN-800)
El USS Arkansas (SSN-800) será un submarino nuclear de ataque de la clase Virginia Bloque IV de la Armada de los Estados Unidos. Es el vigésimo séptimo barco de la clase y el quinto barco que lleva el nombre del estado estadounidense de Arkansas. Fue ordenada el 28 de abril de 2014 y nombrada durante una ceremonia el 15 de junio de 2016 por el Secretario de Marina Ray Mabus. El Arkansas se colocó la quilla el 19 de noviembre de 2022 en Newport News Shipbuilding.

## En la cultura popular
El USS Arkansas apareció en la película Hunter Killer de 2018, que se basó en la novela Firing Point de George Wallace y Don Keith.[cita requerida]